# Provincias españolas en América

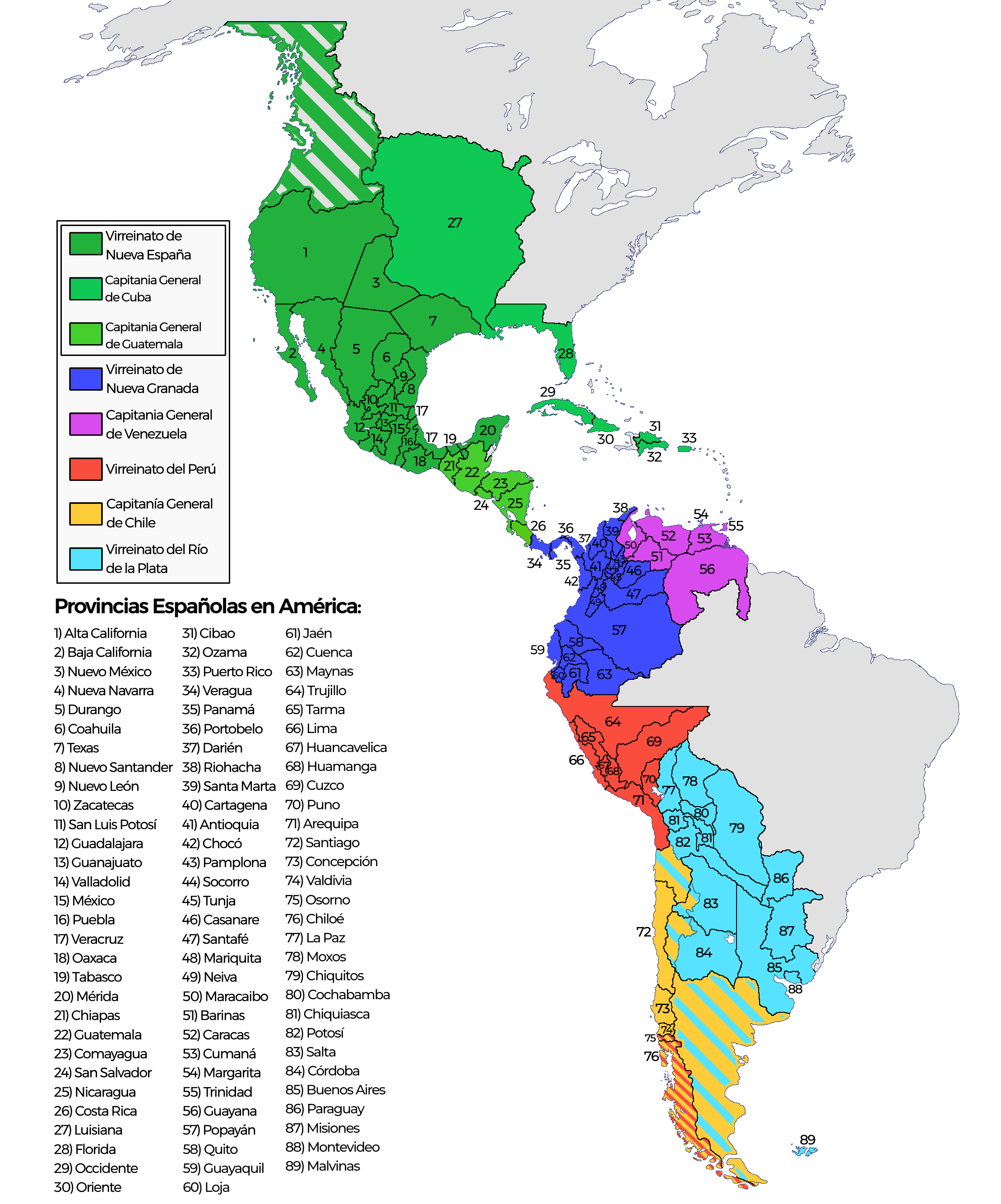
Mapa de las provincias españolas hacia 1800.

La provincia fue una división territorial de los dominios americanos de la Monarquía española. Durante la vigencia de la Constitución de Cádiz, creada en 1812, en las cortes de Cádiz las provincias constitucionales son enumeradas en su artículo diez.

## La definición de provincia en América
El uso del término «provincia» en América tenía un significado impreciso. Los diputados americanos se referían con la palabra a la pequeña provincia (partido) o a las gobernaciones, mientras que los europeos lo hacían con gran provincia (reino). Las cortes españolas identificaron provincia con intendencia. Con anterioridad, el decreto de la Junta Suprema Central emitido el 22 de enero de 1809, definía los territorios americanos no como colonias, sino una parte integrante de la Monarquía hispánica.

## Provincias de la Constitución de Cádiz
Una comisión de diputados americanos presentó posteriormente su dictamen el 1 de mayo de 1812, que fue aprobado por las cortes, y que elevaba a veinte el número de provincias americanas descritas en la primera constitución española. 
La provincia estaba gobernada por un Jefe Político Superior nombrado por el Rey y una Diputación Provincial de siete miembros, elegida popularmente. Se subdividía en partidos, gobernados por Jefes Políticos Subalternos. Con la restauración absolutista en España
en 1814 y 1823, la provincia desapareció y su territorio fue nuevamente comprendido en el restaurado Virreinato. 
| Provincia                        | Territorio jurisdiccional | Capital          |
| -------------------------------- | --- | ---------------- |
| Nueva España                     | México, Oaxaca, Puebla, Valladolid, Veracruz                                                                                   | México           |
| Provincias internas orientales   | Nueva Extremadura (Coahuila), Nuevo León, Nuevo Santander, Texas                                                               | Monterrey        |
| Provincias internas occidentales | Alta California, Baja California, Nueva Navarra (Arizpe), Nueva Vizcaya (Durango), Nuevo México                                | Durango          |
| San Luis Potosí                  | San Luis Potosí, Guanajuato | San Luis Potosí  |
| Nueva Galicia                    | Guadalajara, Zacatecas | Guadalajara      |
| Yucatán                          | Yucatán | Mérida           |
| Guatemala                        | Guatemala, San Salvador, Comayagua (Honduras), Chiapas                                                                         | Guatemala        |
| Nicaragua y Costa Rica           | Nicaragua, Costa Rica, León | León             |
| Cuba y Las Floridas              | Cuba Occidental, Florida Occidental, Florida Oriental                                                                          | La Habana        |
| Cuba                             | Cuba Oriental | Santiago de Cuba |
| Puerto Rico                      | Puerto Rico, Islas Vírgenes Españolas                                                                                          | San Juan         |
| Santo Domingo                    | Santo Domingo | Santo Domingo    |
| Venezuela                        | Caracas, Cumaná, Guayana, Maracaibo, Margarita, Barinas                                                                        | Caracas          |
| Nueva Granada                    | Antioquia, Cartagena, Chocó, Neiva, Panamá, Pamplona, Pasto, Popayán, Riohacha, Santa Marta, Santafé, Socorro, Tunja, Veraguas | Santafé (Bogotá) |
| Quito                            | Quito, Cuenca | Quito            |
| Lima                             | Huamanga, Huancavelica, Lima, Tarma, Trujillo, Maynas, Guayaquil, Chiloé                                                       | Lima             |
| Cuzco                            | Arequipa, Cuzco, Puno | Cuzco            |
| Chile                            | Concepción, Santiago | Santiago         |
| Río de la Plata                  | Buenos Aires, Córdoba del Tucumán, Salta del Tucumán, Paraguay, Misiones Guaraníes, Montevideo                                 | Buenos Aires     |
| Charcas                          | Alto Perú (Cochabamba, Chuquisaca, La Paz, Potosí, Moxos, Chiquitos)                                                           | Chuquisaca       |

## Provincias de 1821
Las veinte provincias de 1812 fueron restauradas en 1820. Además, en el Decreto de 6 de noviembre de 1820 se creó la provincia de Valladolid de Michoacán, integrando la intendencia de Guanajuato, mientras que la intendencia de Zacatecas pasaba a formar parte de la intendencia de San Luis Potosí.
Más tarde los diputados americanos exigieron una subdivisión aún mayor, y tras la instalación del Trienio Liberal en 1820 las cortes españolas accedieron en su decreto de 9 de mayo de 1821 a  convertir en provincias a todas las antiguas Intendencias establecidas en la Ordenanza General de Intendente de Indias de 1803 (más las Intendencias de Puerto Príncipe y Saltillo establecidas en 1813). Sin embargo estas provincias eran meramente nominales ya muchos de los territorios formaban parte de los nuevos estados hispanoamericanos independientes. En todo caso, todas las provincias eran dependientes directamente de Madrid, autónomas y sin ninguna relación institucional entre sí.
| Provincia           | Territorio jurisdiccional                                        | Capital                 |
| ------------------- | ---------------------------------------------------------------- | ----------------------- |
| Cuba                | Cuba Oriental                                                    | Santiago de Cuba        |
| La Habana           | Cuba Occidental                                                  | La Habana               |
| Puerto Príncipe     | Cuba Central                                                     | Puerto Príncipe         |
| Puerto Rico         | Puerto Rico, Islas Vírgenes Españolas                            | San Juan                |
| Santo Domingo       | Santo Domingo                                                    | Santo Domingo           |
| México              | México, Querétaro                                                | México                  |
| Oaxaca              | Oaxaca                                                           | Antequera de Oaxaca     |
| Puebla              | Puebla                                                           | Puebla de los Ángeles   |
| Valladolid          | Valladolid                                                       | Valladolid de Michoacan |
| Veracruz            | Veracruz                                                         | Veracruz                |
| San Luis Potosí     | San Luis Potosí                                                  | San Luis Potosí         |
| Guanajuato          | Guanajuato                                                       | Guanajuato              |
| Zacatecas           | Zacatecas                                                        | Zacatecas               |
| Guadalajara         | Guadalajara                                                      | Guadalajara             |
| Yucatán             | Yucatán                                                          | Mérida                  |
| Durango             | Durango, Chihuahua, Nuevo México                                 | Durango                 |
| Sonora y Sinaloa    | Alta California, Baja California, Nueva Navarra                  | Arizpe                  |
| Saltillo            | Nueva Extremadura (Coahuila), Nuevo León, Nuevo Santander, Texas | Saltillo                |
| Guatemala           | Guatemala                                                        | Guatemala               |
| Chiapas             | Chiapas                                                          | Ciudad Real de Chiapas  |
| San Salvador        | San Salvador                                                     | San Salvador            |
| Comayagua           | Comayagua                                                        | Comayagua               |
| León de Nicaragua   | Nicaragua, Costa Rica                                            | León de Nicaragua       |
| Caracas             | Caracas, Barinas                                                 | Caracas                 |
| Guayana             | Guayana, Cumaná, Margarita                                       | Angostura               |
| Maracaibo           | Maracaibo, Coro                                                  | Maracaibo               |
| Santafé             | Santafé, Antioquia, Neiva, Pamplona, Pasto, Socorro, Tunja       | Santafé (Bogotá)        |
| Cartagena           | Cartagena, Riohacha, Santa Marta                                 | Cartagena de Indias     |
| Popayán             | Chocó, Popayán                                                   | Popayán                 |
| Panamá              | Panamá, Veraguas                                                 | Panamá                  |
| Quito               | Quito, Guayaquil                                                 | Quito                   |
| Cuenca              | Cuenca                                                           | Cuenca                  |
| Lima                | Lima, Chiloé                                                     | Lima                    |
| Trujillo            | Trujillo, Maynas                                                 | Trujillo                |
| Huamanga            | Huamanga                                                         | Huamanga                |
| Huancavelica        | Huancavelica                                                     | Huacanvelica            |
| Tarma               | Tarma                                                            | Tarma                   |
| Cuzco               | Cuzco                                                            | Cuzco                   |
| Arequipa            | Arequipa                                                         | Arequipa                |
| Puno                | Puno                                                             | Puno                    |
| Santiago de Chile   | Santiago                                                         | Santiago                |
| Concepción          | Concepción                                                       | Concepción              |
| Chuquisaca          | Chuquisaca                                                       | Charcas                 |
| Potosí              | Potosí                                                           | Potosí                  |
| La Paz              | La Paz                                                           | La Paz                  |
| Cochabamba          | Cochabamba, Moxos, Chiquitos                                     | Cochabamba              |
| Paraguay            | Paraguay, Misiones Guaraníes                                     | Asunción                |
| Salta del Tucumán   | Salta del Tucumán                                                | Salta                   |
| Córdoba del Tucumán | Córdoba del Tucumán                                              | Córdoba                 |
| Buenos Aires        | Buenos Aires, Montevideo                                         | Buenos Aires            |